# Пиеве ди Солиго
Пиѐве ди Солѝго (на италиански: Pieve di Soligo; на венециански: Piéve, Пиеве) е град и община в Северна Италия, провинция Тревизо, регион Венето. Разположен е на 132 m надморска височина. Населението на общината е 12 159 души (към 2014 г.).